# Rousseloy
Rousseloy település Franciaországban, Oise megyében. Lakosainak száma 283 fő (2022. január 1.). Rousseloy Cambronne-lès-Clermont, Bury, Cauffry, Laigneville, Mello és Saint-Vaast-lès-Mello községekkel határos.

## Népesség
A település népessége az elmúlt években az alábbi módon változott:
| Lakosok száma | 305  | 315  | 320  | 314  | 307  | 299  | 292  | 289  | 283  |
|               | 2013 | 2015 | 2016 | 2017 | 2018 | 2019 | 2020 | 2021 | 2022 |